# Lasek Marceliński

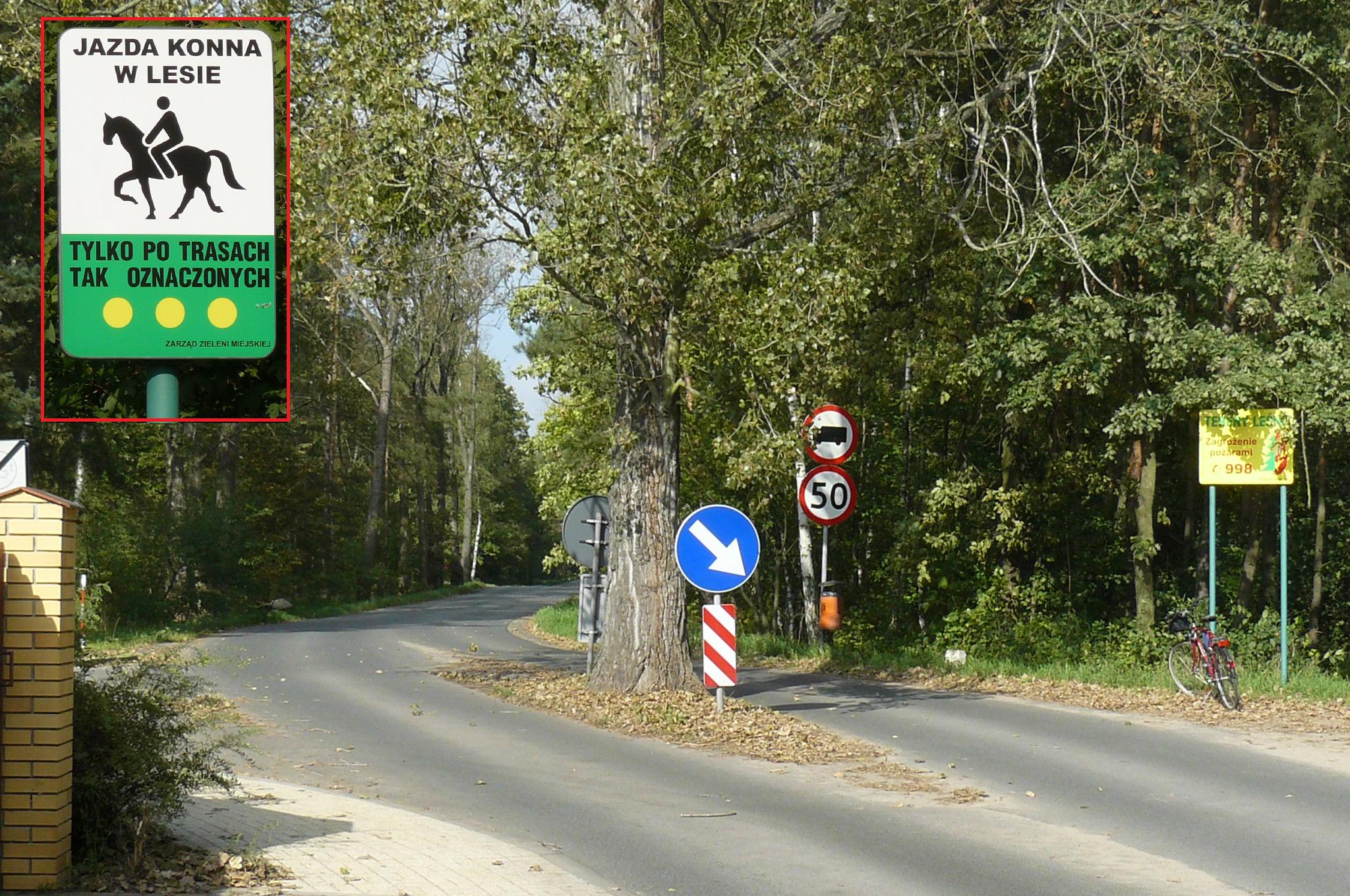
Wjazd do Lasku Marcelińskiego od południa – ul. Dziewińska

Lasek Marceliński – las komunalny, znajdujący się w zachodniej części Poznania, na terenie kilku jego części: Marcelina, Junikowa, Wydm, Osiedla Bajkowego i Edwardowa. W większości wypadków Lasek stanowi jedną z granic tych części miasta. Powierzchnia wynosi 230 ha, w tym lasy prywatne to 16,5 ha.

## Opis ogólny i sąsiedztwo
Lasek powstał w drodze zalesień gruntów porolnych w latach 40. i 50. XX wieku.
Przez teren Lasku przebiega ul. Perzycka oraz planowana III rama komunikacyjna. Znajdują się tutaj liczne ścieżki spacerowe (15,7 km), szlak rowerowy, szlaki konne i górka saneczkowa (powstała na pryzmie dawnego wysypiska śmieci z lat 40. XX wieku, które z kolei zaaranżowano w dawnej kopalni piasku). Towarzyszą im place zabaw dla dzieci z rozbudowaną infrastrukturą. Przy ścieżkach stoi 81 ław wypoczynkowych, 43 kosze na śmieci i dwa deszczochrony. Jest to popularny teren rekreacyjny i wypoczynkowy mieszkańców Poznania. Do terenów Lasku przylegają następujące ważne obiekty miejskie:
- Fort VIIa (Strotha) – na północy,
- Stadion Miejski, arena Euro 2012 – na wschodzie,
- Instytut Fizyki Molekularnej PAN – na południu,
- Cmentarz na Junikowie – od zachodu.

## Przyroda
W Lasku rosną sosny, brzozy, buk zwyczajny, czeremcha pospolita, dąb bezszypułkowy, dąb czerwony, grab pospolity, klon jawor, klon zwyczajny, lipa drobnolistna, modrzew europejski, wiąz pospolity, wierzba biała, topola biała i robinia akacjowa. Zwierzęta zamieszkujące teren Lasku, to m.in. ptaki: dzięcioł średni, gołąb grzywacz, jastrząb gołębiarz, kruk, myszołów zwyczajny, rybitwa rzeczna, sikora bogatka, sójka zwyczajna i sroka zwyczajna; ssaki: dzik, jenot, jeż zachodni, kuna leśna, lis, nietoperze, piżmak, ryjówka aksamitna, sarna, tchórz zwyczajny, wiewiórka pospolita, zając szarak i zębiełek karliczek; gady: jaszczurka zwinka i zaskroniec zwyczajny.
W północnej części Lasku – przy ul. Leśnych Skrzatów/Strzegomskiej, znajduje się bezimienny staw, zamieszkiwany przez ptactwo wodne (kaczka krzyżówka, łyska). Zachodnią stroną Lasku przepływa Strumień Junikowski.